# 贡兹维尔
贡兹维尔（法語：Gonzeville，法語發音：[ɡɔ̃zvil]）是法国滨海塞纳省的一个市镇，属于鲁昂区。

## 地理
贡兹维尔（49°45'49"N, 0°48'36"E）面积4.83 平方千米，位于法国诺曼底大区滨海塞纳省，该省份为法国北部沿海省份，其西部及北部濒大西洋英吉利海峡，东起顺时针与索姆省、瓦兹省、厄尔省和卡爾瓦多斯省接壤。
与贡兹维尔接壤的市镇（或旧市镇、城区）包括：康维尔双教堂村、杜德维尔、菲尔托。

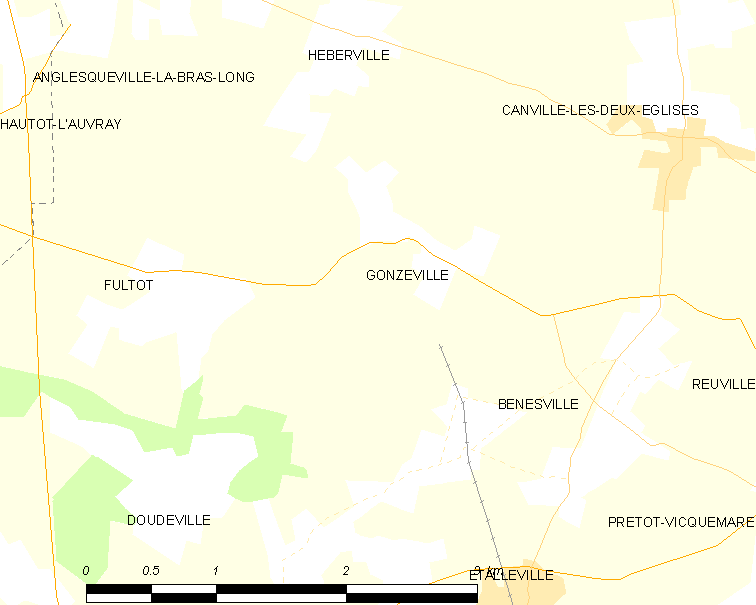
贡兹维尔的OSM定位图

贡兹维尔的时区为UTC+01:00、UTC+02:00（夏令时）。

## 行政
贡兹维尔的邮政编码为76560，INSEE市镇编码为76309。

## 政治
贡兹维尔所属的省级选区为伊沃托县。

## 人口

1962-2008年间贡兹维尔人口变化图示

贡兹维尔于2022年1月1日时的人口数量为121人。